# Ramón Vinay

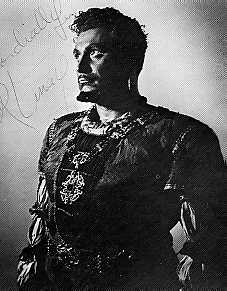
Ramón Vinay

Ramón Mario Francisco Vinay Sepúlveda (* 31. August 1911 in Chillán, Chile; † 4. Januar 1996 in Puebla, Mexiko) war ein chilenischer Opernsänger (Tenor/Bariton).

## Leben
Vinays Vater stammte aus Frankreich, seine Mutter war Italienerin. Die Eltern heirateten im Jahre 1907, Vinay wurde als drittes von vier Kindern geboren. Der Vater wurde während einer Geschäftsreise in Frankreich im Jahre 1914 gezwungen, in der französischen Armee als Soldat im Ersten Weltkrieg zu kämpfen. Er desertierte allerdings im Jahre 1917 und kehrte nach Chile zurück, wo in der Zwischenzeit seine Frau verstorben war. Nachdem die französische Regierung ihm Amnestie garantiert hatte, kehrte er im Jahre 1920 mit seinen Kindern zurück nach Digne-les-Bains in Frankreich, wo Ramón Vinay seine Schulausbildung beendete.
Gegen den Wunsch seines Vaters wanderte Ramón Vinay im Jahre 1928 nach Mexiko aus, wo er zunächst für die Firma der Familie seiner Großmutter arbeitete und wenig später zusammen mit einem Bruder eine Fabrik zur Herstellung von Medikamentenschachteln gründete.
Ungefähr ab dem Jahre 1930 nahm Vinay Gesangsunterricht bei José Pieson, welcher etliche mexikanische Sänger ausgebildet hatte, wie etwa Alfonso Ortiz Tirado, Juan Arvizu, Pedro Vargas und Jorge Negrete. Wenngleich Vinay während dieser Ausbildungs-Zeit Bass-Partien sang, debütierte er am 16. September 1931 in der Bariton-Partie des Don Alfonso in Donizettis Oper La favorita am Teatro de las Bellas Artes in Mexiko-Stadt. Anschließend trat Vinay für mehrere Jahre im mexikanischen Rundfunk auf.
Ab dem Jahre 1938 sang Vinay erneut am Teatro de las Bellas Artes, bis zum Jahre 1944 erweiterte er sein Repertoire, darunter die Titelpartie in Verdis Rigoletto, Tonio in Pagliacci und Germont in La traviata.
Nach einem Fachwechsel zum Tenor debütierte er 1943 als Don José in Georges Bizets Oper Carmen. Im folgenden Jahr trat er erstmals in der Titelrolle von Verdis Otello auf. Danach sang er Partien wie Samson (Samson et Dalila), Cavaradossi (Tosca) und Des Grieux (Manon Lescaut).
1946 bis 1962 trat er in Tenorrollen an der Metropolitan Opera auf, 1952 bis 1957 auf den Bayreuther Festspielen.
Ab 1957 übernahm Vinay fast ausschließlich Partien des deutschen Heldenfachs, im März 1962 sang er seine letzte Tenor-Partie, den Herodes in Salome an der Metropolitan Opera. Wenige Monate später stand er wieder als Bariton auf der Bühne: Er sang den Telramund (Lohengrin) in Bayreuth.
Es folgten Auftritte als Scarpia (Tosca), Iago (Otello), Holländer (Der fliegende Holländer), Nerone (L’incoronazione di Poppea), Germont (La traviata), Amonasro (Aida), Dr. Schön (Lulu), die Titelrollen in Falstaff und Gianni Schicchi, Michele (Il tabarro), Escamillo (Carmen), Belcore (L’elisir d’amore), Kurwenal (Tristan und Isolde), Marcello (La Bohème) und Tonio (Pagliacci).
Vinay sang auch einige Bass-Partien, war aber damit weniger erfolgreich: Basilio (Der Barbier von Sevilla), Warlaam (Boris Godunow), Wotan (Das Rheingold), Commendatore (Don Giovanni) und den Großinquisitor (Don Carlos).
Seine Abschiedsvorstellung gab Ramón Vinay am 22. September 1969 im Teatro Municipal in Santiago in Verdis Otello, wobei er in den ersten beiden Akten in der Baritonpartie des Iago auftrat und im dritten sowie vierten Akt in der Tenorpartie des Otello. Bis zum Jahre 1974, in dem er seine Karriere definitiv aufgab, sang er noch einige Vorstellungen in den USA und einige Recitals.

### Privates
Vinay heiratete im Jahre 1940 die Mexikanerin María de los Angeles Padilla Brondo, mit der er die gemeinsamen Kinder Elvira and Ramón Jr. hatte. Bereits 1945 verließ er seine Frau, um mit der Sopranistin Lushanya Mobley († 1990) zusammenzuleben.
Nach deren Tod versuchte deren Familie, Vinay für unmündig zu erklären, und brachte ihn in unterschiedliche Sanatorien in die USA, wo er u. a. mit einer Elektroschocktherapie behandelt wurde.
Seine Kinder aus seiner ersten Ehe holten ihn schließlich zu sich nach Mexiko, wo er am 4. Januar 1996 an den Folgen eines Herzinfarktes verstarb.
Seine sterblichen Überreste wurden im Auftrag der chilenischen Regierung nach Santiago gebracht, wo Vinay mit einem Trauerakt im Teatro Municipal geehrt wurde. Ramón Vinay wurde auf dem Friedhof von Chillán bestattet, sein Grab liegt in der Nähe der Grabstätte des chilenischen Pianisten Claudio Arrau.

## Aufnahmen und Wirkung
Vinay ist insbesondere für vier Interpretationen bekannt: Die Titelrolle in Verdis Otello unter der Leitung von Arturo Toscanini (1947); Tristan in Tristan und Isolde unter der Leitung von Herbert von Karajan (1952) sowie Siegmund in der Walküre und die Titelrolle in Parsifal unter der Leitung von Clemens Krauss (1953). Diese letzte, live entstandene Aufnahme zeugt jedoch, neben der Kraft und der Energie seiner Stimme, auch von seiner großen Mühe mit der deutschen Sprache.
Ramón Vinay gilt wegen seiner Musikalität und seiner enormen Bühnenpräsenz neben Jon Vickers und Mario del Monaco als „der“ Otello des 20. Jahrhunderts.

## Filmografie
- 1943: Fantasia Ranchera
- Sinfonía de una Vida

## Hörbeispiele
- Richard Wagner, Parsifal 2. Aufzug: „Amfortas! Die Wunde! Die Wunde!“ (MP3; 791 kB)
 Dirigent: Clemens Krauss; Festspielhaus Bayreuth, 1953
- Richard Wagner, Walküre 2. Aufzug: „Weh! Weh! Süßestes Weib!“ (MP3; 835 kB)
 Dirigent: Clemens Krauss; Festspielhaus Bayreuth, 1953
- Richard Wagner, Lohengrin 2. Aufzug: „Erhebe dich, Genossin meiner Schmach!“ (als Telramund) (MP3; 1,3 MB)
 Dirigent: Wolfgang Sawallisch; Festspielhaus Bayreuth, 1962
- Richard Wagner, Lohengrin 2. Aufzug: „Du wilde Seherin“ (als Telramund) (MP3; 1,1 MB)
 Dirigent: Wolfgang Sawallisch; Festspielhaus Bayreuth, 1962